# Ipomoea villifera
Ipomoea villifera är en vindeväxtart som beskrevs av Homer Doliver House. Ipomoea villifera ingår i släktet praktvindor, och familjen vindeväxter. Inga underarter finns listade i Catalogue of Life.